# Torneo de Limoges 2015
El Engie Open de Limoges 2015 es un torneo de tenis profesional jugado en interiores canchas duras. Se trata de la octava edición del torneo que forma parte de la serie WTA 125s 2015, con un total de 125.000 dólares en premios. Se llevó a cabo en Limoges, Francia, desde el 9 hasta 15 de noviembre de 2015.

## Cabeza de serie

### Individual femenino
| Tenista             | Ranking | Preclasificada |
| Elina Svitolina     | 20      | 1              |
| Lesia Tsurenko      | 33      | 2              |
| Caroline Garcia     | 35      | 3              |
| Annika Beck         | 56      | 4              |
| Danka Kovinić       | 58      | 5              |
| Margarita Gasparyan | 59      | 6              |
| Carina Witthöft     | 65      | 7              |
| Anna-Lena Friedsam  | 93      | 8              |

- Ranking del 2 de noviembre de 2015

### Dobles femenino
| Tenista                                 | Ranking | Preclasificada |
| Margarita Gasparyan Oksana Kalashnikova | 154     | 1              |
| Barbora Krejčiková Mandy Minella        | 185     | 2              |
| Andrea Gámiz Silvia Soler Espinosa      | 282     | 3              |
| Anna-Lena Friedsam Katarzyna Piter      | 414     | 4              |

## Campeonas

### Individual Femenino
Caroline Garcia venció a  Louisa Chirico por 6–1, 6–3

### Dobles Femenino
Margarita Gasparyan /  Oksana Kalashnikova vencieron a  Barbora Krejčiková /  Mandy Minella por 1-6, 7-5, [10-6]